# Sommer-Paralympics 1964/Dartchery
Bei den Sommer-Paralympics 1964 (offiziell: International Stoke Mandeville Games) im japanischen Tokio wurde ein Wettbewerb im Dartchery (Bogenschießen auf eine Dartscheibe) ausgetragen. Teilnahmeberechtigt waren Doppel einschließlich gemischter Doppel (Mixed), die Teilnehmer mussten auf einen Rollstuhl angewiesen sein.

## Ergebnisse
| Disziplin      | Gold                                   | Silber                                        | Bronze                              |
| -------------- | -------------------------------------- | --------------------------------------------- | ----------------------------------- |
| Doppel (offen) | RhodesienMargaret Harriman George Mann | Vereinigte StaatenJim Mathis George Pasipanki | FrankreichMr. Pesnaud Mr. Schelfaut |
| Doppel (offen) | RhodesienMargaret Harriman George Mann | Vereinigte StaatenJim Mathis George Pasipanki | JapanT. Ando T. Matsumoto           |